# Eurytoma apicalis
Eurytoma apicalis är en stekelart som beskrevs av Walker 1832. Eurytoma apicalis ingår i släktet Eurytoma och familjen kragglanssteklar. Inga underarter finns listade i Catalogue of Life.